# Carol Adams (actriz)
Carol Adams (nacida como Lurline Uller; Los Ángeles, 15 de marzo de 1918-West Hollywood, 9 de abril de 2012) fue una actriz y bailarina estadounidense cuya carrera comenzó cuando era niña en 1923.

## Primeros años
Adams nació como Lurline Uller en Los Ángeles, California, el 15 de marzo de 1918. A los 5 años, Adams fue llamada a aparecer en un cortometraje llamado ''Navy Blues'' donde interpretaba a una florista. Fue facturada por su nombre de nacimiento hasta que se cambió el nombre cuando tenía 20 años y trabajaba para Paramount Pictures.

## Cine
Apareció en episodios de los seriales cinematográficos Our Gang y Mickey McGuire y a los 18 años firmó un contrato con el estudio cinematográfico 20th Century Fox. Dos años más tarde, fue contratada por Paramount Pictures y posteriormente por Republic Pictures. Su obituario en Variety decía que «apareció en unos 50 largometrajes».
Considerada como una de las principales estrellas del claqué a principios de los años 40, Carol Adams participó en muchos Soundies.

## Familia
En 1944, Adams se retiró tras casarse con el ejecutivo de estudio Richard J. Pearl.

## Fallecimiento
Murió el 9 de abril de 2012 a los 94 años, en Los Ángeles. Le sobreviven un hijo, una hija, seis nietas y siete bisnietos.

## Filmografía seleccionada
- In Old Chicago (1937)
- New Faces of 1937 (1937)
- The Life of the Party (1937)
- Love and Hisses (1937)
- The Big Broadcast of 1938 (1938)
- Keep Smiling (1938)
- Sally, Irene and Mary (1938)
- Rose of Washington Square (1939)
- The House Across the Bay (1940)
- The Quarterback (1940)
- Dancing on a Dime (1940)
- Love Thy Neighbor (1940)
- Behind the News (1940)
- Ridin' on a Rainbow (1941)
- Sis Hopkins (1941)
- The Gay Vagabond (1941)
- Ice-Capades (1941)
- Bad Man of Deadwood (1941)
- Dick Tracy vs. Crime Inc. (1941)
- Blondie Goes to College (1942)
- Ever Since Venus (1944).

Fuente: